# 2929 Harris
2929 Harris è un asteroide della fascia principale. Scoperto nel 1982, presenta un'orbita caratterizzata da un semiasse maggiore pari a 3,1196708 au e da un'eccentricità di 0,0668830, inclinata di 14,89135° rispetto all'eclittica.
L'asteroide è dedicato al planetologo statunitense Alan William Harris.